# Michael Rosbash
Michael Morris Rosbash (Kansas City, 7 maart 1944) is een Amerikaans geneticus en bioloog. Hij is hoogleraar aan de Brandeis-universiteit in Waltham (Massachusetts) en als onderzoeker verbonden aan het Howard Hughes Medical Institute uit Chevy Chase (CDP), Maryland. In 2017 ontving hij samen met zijn landgenoten Jeffrey C. Hall en Michael W. Young de Nobelprijs voor Fysiologie of Geneeskunde.

## Biografie
Michael Rosbash werd geboren in Kansas City als zoon van Hilde en Alfred Rosbash, joodse vluchtelingen die in 1938 nazi-Duitsland waren ontvlucht. Toen hij twee jaar oud was, verhuisde het gezin Rosbash naar Boston, waar hij opgroeide. Aanvankelijk ging zijn belangstelling uit naar wiskunde, maar een studentencursus biologie aan het California Institute of Technology (Caltech) en een zomerbaantje in het laboratorium van Norman Davidson brachten hem op het pad van biologisch onderzoek.
Rosbash behaalde in 1965 een academische graad in de scheikunde aan Caltech, verbleef vervolgens een jaar aan het Institut de Biologie Physico-Chimique in Parijs met een Fulbright-studiebeurs en promoveerde in 1970 onder Sheldon Penman in de biofysica aan het Massachusetts Institute of Technology. Na een driejarige postdoctoraal in de genetica aan de Universiteit van Edinburgh kwam hij in 1974 terecht op de Brandeis-universiteit in Waltham (Massachusetts).

## Onderzoek
Het onderzoek van Rosbash focuste zich aanvankelijk naar de metabolisme en processing van mRNA, de moleculaire link tussen DNA en proteïne. Na zijn aankomst in Brandeis ging hij echter samenwerken met Jeffrey Hall en begonnen ze gezamenlijk onderzoek te doen naar genetische invloeden van het circadiaan ritme van de interne biologische klok. Hiervoor gebruiken ze bananenvliegjes (Drosophila melanogaster), omdat eerder onderzoek had aangetoond dat bananenvliegjes met een bepaalde genetische mutatie een verstoord dag-nachtritme hadden. In 1971 hadden de biologen Seymour Benzer en Ronald Konopka het betreffende gen geïsoleerd: period. Hall en Rosbash ontdekten dat dit period-gen verantwoordelijk is voor de aanmaakt van het PER-eiwit. De aanmaak van dit eiwit is niet constant – overdag neemt de aanmaak af terwijl 's nachts de hoeveelheid weer toeneemt. Hiermee konden Rosbash en Hall een deel van het circadiaan ritme mee verklaren, maar de precieze werking werd pas later duidelijk nadat Young het timeless-gen had ontdekt.
- Gemeinsame Normdatei: 1140790366
- International Standard Name Identifier: 0000 0000 4119 6346
- Library of Congress Control Number: n2004123710
- Mathematics Genealogy Project: 223498
- ORCID: 0000-0003-3366-1780
- Semantic Scholar: 2761374
- Virtual International Authority File: 46161786
- WorldCat: E39PBJkXxChbd3YRckFr8fJRrq

1901: Behring · 
1902: Ross · 
1903: Finsen · 
1904: Pavlov · 
1905: Koch · 
1906: Golgi, Ramón y Cajal · 
1907: Laveran · 
1908: Mechnikov, Ehrlich · 
1909: Kocher · 
1910: Kossel · 
1911: Gullstrand · 
1912: Carrel · 
1913: Richet ·
1914: Bárány · 
1919: Bordet · 
1920: Krogh · 
1922: Hill, Meyerhof · 
1923: Banting, Macleod · 
1924: Einthoven ·
1926: Fibiger · 
1927: Wagner-Jauregg · 
1928: Nicolle · 
1929: Eijkman, Hopkins · 
1930: Landsteiner · 
1931: Warburg · 
1932: Sherrington, Adrian · 
1933: Morgan · 
1934: Whipple, Minot, Murphy · 
1935: Spemann · 
1936: Dale, Loewi · 
1937: Szent-Györgyi · 
1938: Heymans · 
1939: Domagk · 
1943: Dam, Doisy · 
1944: Erlanger, Gasser · 
1945: Fleming, Chain, Florey · 
1946: Muller · 
1947: C. Cori, G. Cori, Houssay · 
1948: Müller · 
1949: Hess, Moniz · 
1950: Kendall, Reichstein, Hench · 
1951: Theiler · 
1952: Waksman · 
1953: Krebs,Lipmann ·
1954: Enders, Weller, Robbins · 
1955: Theorell · 
1956: Cournand, Forssmann, Richards · 
1957: Bovet · 
1958: Beadle, Tatum, Lederberg · 
1959: Ochoa, Kornberg · 
1960: Burnet, Medawar · 
1961: Békésy · 
1962: Crick, Watson, Wilkins · 
1963: Eccles, Hodgkin, Huxley · 
1964: Bloch, Lynen · 
1965: Jacob, Lwoff, Monod · 
1966: Rous, Huggins · 
1967: Granit, Hartline, Wald · 
1968: Holley, Khorana, Nirenberg · 
1969: Delbrück, Hershey, Luria · 
1970: Katz, Euler, Axelrod · 
1971: Sutherland · 
1972: Edelman, Porter · 
1973: Frisch, Lorenz, Tinbergen · 
1974: Claude, De Duve, Palade · 
1975: Baltimore, Dulbecco, Temin ·
1976: Blumberg, Gajdusek · 
1977: Guillemin, Schally, Yalow · 
1978: Arber, Nathans, Smith · 
1979: Cormack, Hounsfield · 
1980: Benacerraf, Dausset, Snell · 
1981: Sperry, Hubel, Wiesel · 
1982: Bergström, Samuelsson, Vane · 
1983: McClintock · 
1984: Jerne, Köhler, Milstein · 
1985: Brown, Goldstein · 
1986: Cohen, Levi-Montalcini · 
1987: Tonegawa · 
1988: Black, Elion, Hitchings · 
1989: Bishop, Varmus · 
1990: Murray, Thomas · 
1991: Neher, Sakmann · 
1992: Fischer, Krebs · 
1993: Roberts, Sharp · 
1994: Gilman, Rodbell · 
1995: Lewis, Nüsslein-Volhard, Wieschaus · 
1996: Doherty, Zinkernagel · 
1997: Prusiner · 
1998: Furchgott, Ignarro, Murad · 
1999: Blobel · 
2000: Carlsson, Greengard, Kandel ·
2001: Hartwell, Hunt, Nurse · 
2002: Brenner, Horvitz, Sulston · 
2003: Lauterbur, Mansfield · 
2004: Axel, Buck · 
2005: Marshall, Warren ·
2006: Fire, Mello ·
2007: Capecchi, Smithies, Evans ·
2008: Zur Hausen, Barré–Sinoussi, Montagnier ·
2009: Blackburn, Greider, Szostak ·
2010: Edwards ·
2011: Beutler, Hoffmann, Steinman ·
2012: Gurdon, Yamanaka ·
2013: Rothman, Schekman, Südhof ·
2014: O'Keefe, Moser, Moser ·
2015: Campbell, Omura, Tu ·
2016: Osumi ·
2017: Hall, Rosbash, Young ·
2018: Allison, Honjo ·
2019: Kaelin, Ratcliffe, Semenza ·
2020: Alter, Houghton, Rice ·
2021: Julius, Patapoutian ·
2022: Pääbo ·
2023: Karikó, Weissman ·
2024: Ambros, Ruvkun